# Rusingaceros leakeyi
Il rusingacero (Rusingaceros leakeyi) è un mammifero perissodattilo estinto, appartenente ai rinoceronti. Visse nel Miocene inferiore (circa 17 milioni di anni fa) e i suoi resti fossili sono stati ritrovati in Kenya. È considerato il più antico rinoceronte di tipo odierno.

## Descrizione
Questo rinoceronte era di taglia media, e non doveva superare in dimensioni l'odierno rinoceronte nero. Il cranio era lungo e basso, ed erano presenti un corno nasale di grosse di emsnioni e un corno frontale più piccolo, analogamente alle due specie attuali di rinoceronti africani. L'aspetto generale doveva essere piuttosto simile a quello dell'attuale rinoceronte di Sumatra (Dicerorhinus sumatrensis), ma vi erano alcune differenze: in Rusingaceros il cranio era più lungo e basso, con un muso più grande e con orbite più arretrate; le arcate zigomatiche erano più robuste, la dentatura di foggia più primitiva e le zampe posteriori più allungate. 

## Classificazione
Rusingaceros è noto principalmente per un cranio e una mandibola in ottimo stato di conservazione, a cui si aggiungono un'altra mandibola e una mascella associata; tutti questi resti vennero trovati nella formazione Kulu, (circa 17,5 milioni di anni fa) nell'isola di Rusinga (Lago Vittoria), in Kenya. Altri resti sempre provenienti dal Kenya (Songhor e Napak) sono molto frammentari e comprendono principalmente denti isolati. I fossili vennero descritti originariamente come una nuova specie del genere Dicerorhinus (D. leakeyi) e successivamente vennero attribuiti al genere europeo miocenico Lartetotherium (Geraads, 1988; Cerdeno, 1995). Solo una revisione più recente del materiale (Geraads, 2010) ha permesso di riconoscere i fossili come appartenenti a un genere a sé stante, Rusingaceros appunto. Rusingaceros è considerato il primo rinoceronte di tipo odierno, con un corno frontale piccolo e uno nasale di maggiori dimensioni. 